# Antoine Bertrand (homme politique)
Pour les articles homonymes, voir Antoine Bertrand et Bertrand.
Antoine Bertrand (dénommé sur certaines listes Antoine-Pierre Bertrand) est un homme politique français né le 14 septembre 1749 à Saint-Flour (Cantal) et mort le 6 novembre 1816 au même lieu.

## Biographie
Homme de loi à Saint-Flour, il est procureur du roi du bailliage de la ville et devient, sous la Révolution, secrétaire général du département. Il est élu suppléant à la Convention en 1792 et admis à siéger en avril 1793 en remplacement  de Guillaume Peuvergne, démissionnaire. Il passe au Conseil des Anciens le 22 vendémiaire an IV, puis au Conseil des Cinq-Cents le 24 germinal an VI. Favorable au coup d'État du 18 Brumaire, il est nommé sous-préfet de Murat en 1800, puis passe à la sous-préfecture de Saint-Flour jusqu'en 1815.
Il est le frère du député à l'Assemblée nationale constituante Pierre Bertrand, avec qui il est souvent confondu.
Mandats
- du 4 janvier 1795 au 26 octobre 1795 à la Convention nationale
- Du 13 avril 1798 au 26 décembre 1799 aux Conseils des Cinq-Cents